# محمد أبو دراع
محمد أبو دراع (25 نوفمبر 1919 - 19 يوليو 1988) هو مغني شعبي مصري.

## حياته ونشأته
محمد رمضان سيد أحمد البطاوى من مواليد قرية درين مركز طلخا بمحافظة الدقهلية في 25 نوفمبر 1919. فقد ذراعه أثر تعرضه لحادث في عمر الخمس سنوات وهو يلعب على الساقية. لم يحصل على التعليم المدرسي، وتعلم القراءة من خلال مطالعة واجهات المحلات. تزوجت والدته ورحلت خارج بلدته، وعانى من ظلم زوجة أبيه وفر إلى القاهرة وهو أقل من عشر سنوات في العمر

## مسيرته
عمل مع بائعي الصحف في شوارع القاهرة بأجر 15 قرش يومياً، وكانت تسليته الوحيدة هي الذهاب كل يوم خميس إلى الموالد حيث عرض عليه صاحب فرقة موسيقية العمل بأجر 30 قرشاً في اليوم. التقى بالشاعر اللبناني «خليل مطران» الذي أعجب بصوته وتوسط له لدى يوسف وهبي ليظهر في السينما، وحقق له يوسف وهبي تلك الأمنية وأشركه بالغناء في فيلم «ابن الحداد» عام 1944  وفيلم «الفنان العظيم» عام 1945. تحمس له كل من كاتب الأغاني الشعبية الحاج مصطفى مرسي والمطرب الشعبي يوسف شتا، وعمل بالمسرح العسكري داخل مصر وخارجها، وفي المسرح الشعبي مع زكريا الحجاوي حيث كلفه باستقدام عدد من أبرز الفنانين الشعبيين من مختلف أنحاء مصر منهم: خضرة محمد خضر، وجمالات شيحةفاطمة سرحان سرحان، وأحمد سمسم. كان له سرادق مخصص لغنائه في ليالي شهر رمضان في حي الحسين.

## أبو دراع في الإعلام
حاوره الدكتور يوسف إدريس في حوار تضمنه كتاب إدريس «جبرتي الستينات» في فصل أفرده للمطرب الشعبي تحت عنوان «واحد من مطربي العشرين مليون كادح» وسأله عن ماهية الفن، ورد أبو دراع:
الفن أصله هبه كله علاج للناس
من شعر والا موسيقى يستسيغها الناس
وأنا جسمي مجروح وداير أعالج الناس
كان أبو دراع بارع في الإرتجال، وغنى عن ساعات حظر التجول في الأربعينات:
إزاي ح أقول فن والأفكار مقفولة؟
الناس تاكل شهد وأنا مش لاقي ماء فوله
وم الساعة تسعة تلاقي مصر مقفولة
ظهر في البرنامج الإذاعي «جرب حظك» للإذاعي طاهر أبو زيد ليغني أغنية يروي فيها قصة حرب العدوان الثلاثي 1956، وغنى في حفل عام 1961 في حضور الرئيس «جمال عبد الناصر»، فصافحه  بعد أن غنى له أغنية «يا جمال جمايلك جميلة».
روت ابنة محمد أبو دراع (صفاء محمد رمضان) قصة حياته في برنامج «ونقول كمان» على تليفزيون النهار
أهم أغانيه: قصة بدرية – قصة عادل وعدلية - يا صاحب ان بعتني خللي الثمن غالي (مع هدى سلطان)
توفي في 19 يوليو 1998 عن عمر يناهز 79 سنة.

## أعماله

### أفلامه
فيلم «ابن الحداد» للمخرج يوسف وهبي، عام 1944  
فيلم «الفنان العظيم» للمخرج يوسف وهبي، عام 1945
مسلسل «الهروب» للمخرج محمد نبيه، عام 1969

## وصلات خارجية
- محمد أبو دراع على موقع السينما
- محمد أبو دراع على موقع دهليز
- محمد أبو دراع - بدرية على يوتيوب
- محمد أبو دراع - موال جمال على يوتيوب
- Ладыков сын Олег Ладыков محمد أبو دراع عادت ليالى الهنا والفرح لما جيت Дмитрий Юрченко على يوتيوب
- جرب حظك - الفنان الشعبى أبو داع على يوتيوب
- هدى سلطان يا صاحب ان بعتني خللي الثمن غالي على يوتيوب
- المطرب الشعبي - محمد أبو دراع على يوتيوب